# La Roux
La Roux (pronuncia /ləˈruː/) è un gruppo musicale britannico formatosi a Londra nel 2008 dalla cantante Elly Jackson e da Ben Langmaid. Le loro sonorità sono influenzate dal synthpop degli anni ottanta, di gruppi come Yazoo, The Human League, Heaven 17 e Blancmange. Il nome del gruppo (letteralmente La rosso, per un'errata traduzione nel femminile dal francese, che Jackson ha voluto conservare) deriva dai capelli rossi di Elly.

## Storia
Il gruppo viene formato nel 2008 da Elly Jackson e Ben Langmaid, produttore e compositore che ha lavorato a lungo a Londra, ma che ha trovato in La Roux un progetto stabile da conciliare con la sua grande passione per l'electro-pop anni ottanta.
Il loro primo singolo, Quicksand viene pubblicato nel Regno Unito da una etichetta indipendente, la Kitsuné Music, il 15 dicembre del 2008. Non ottiene molto successo e l'etichetta licenzia i due, che successivamente si trasferiscono alla Polydor Records.
Il secondo singolo In for the Kill esce il 16 marzo 2009. Il singolo debutta al numero 11 nella classifica britannica pochissimi giorni dopo l'uscita, scalandola fino alla seconda posizione. Il terzo singolo, uscito il 22 giugno 2009, è Bulletproof, che si piazza al primo posto nel Regno Unito. La Polydor fa uscire l'album La Roux la settimana seguente. Il disco è stato candidato al Mercury Prize, ottenendo inoltre vasti consensi nel resto d'Europa e in seguito negli USA, grazie a alla hit Bulletproof, che riscontra consenso internazionale.
L'8 aprile 2014 vengono ufficializzati alcuni dettagli del secondo album del duo. Trouble in Paradise esce, sempre su etichetta Polydor, il 7 luglio 2014, preceduto da Let Me Down Gently, singolo presentato in anteprima a BBC Radio 1 il 12 maggio.

## Formazione
- Elly Jackson - voce
- Ben Langmaid - sintetizzatori

## Discografia parziale

### Album studio
- 2009 - La Roux
- 2014 - Trouble in Paradise
- 2020 - Supervision

### Raccolte
- 2010 - Sidetracked

### EP
- 2009 - The Gold
- 2009 - iTunes Live: London Festival '09

### Mixtape
- 2010 - Lazerproof (con Major Lazer)

### Singoli
- 2008 - Quicksand
- 2009 - In for the Kill
- 2009 - Bulletproof
- 2009 - I'm Not Your Toy
- 2014 - Let Me Down Gently